# Eu Quero Tchu, Eu Quero Tcha
"Eu Quero Tchu, Eu Quero Tcha" é uma canção da dupla João Lucas & Marcelo lançada em 2012 pela Som Livre. A canção atingiu a 6ª posição na parada Billboard Brasil Hot 100 Airplay e a 1ª das mais baixadas no iTunes Store Brasil. O videoclipe da música foi lançado em 21 de maio e contou com a participação do jogador Neymar. Tem a composição de Shylton Fernandes.
A canção foi sucesso no Brasi, após sucesso de canções similares, como "Ai, Se Eu Te Pego", de Michel Teló, e "Balada", de Gusttavo Lima", embora não tão bem sucedido no exterior como estes.
A canção foi escolhida como trilha sonora da novela Avenida Brasil, da Rede Globo.
Foi cantada o refrão da música por Homer Simpson em The Simpsons, no episódio "O Espião Que Me Ensinava".
O político José Serra, que concorreu à prefeito de São Paulo em 2012, usou uma versão alternativa da música durante sua campanha eleitoral.

## Prêmios e indicações
| Ano  | Prêmio            | Indicação     | Resultado |
| ---- | ----------------- | ------------- | --------- |
| 2012 | Caldeirão de Ouro | As 10+ do Ano | 8º Lugar  |

## Posições
| País/Paradas (2012)                             | Melhor Posição |
| ----------------------------------------------- | -------------- |
| Brasil - (Billboard Brasil Hot 100)             | 6              |
| Brasil - (Hot Popular Songs)[carece de fontes?] | 1              |